# (7291) Hyakutake
(7291) Hyakutake ist ein Asteroid des äußeren Hauptgürtels, der am 13. Dezember 1991 vom japanischen Amateurastronomen Satoru Ōtomo in Kiyosato, Yamanashi bei einer Helligkeit von 16,5 mag entdeckt wurde. Nachträglich konnte der Asteroid bereits auf Aufnahmen nachgewiesen werden, die am 9. und 17. November 1974 am El Leoncito Observatory in Argentinien sowie am 8. Januar 1987 am Observatoire de Calern in Frankreich gemacht worden waren.
Der Asteroid wurde am 23. Mai 2000 nach dem japanischen Amateurastronomen Yūji Hyakutake benannt. Hyakutake hatte 1995 und 1996 bei der Stadt Aira in der Präfektur Kagoshima visuell zwei Kometen entdeckt, darunter den Großen Kometen des Jahres 1996, C/1996 B2 (Hyakutake). Später wurde er Kurator am Astronomischen Museum in Aira. Die Benennung erfolgte auf Vorschlag von H. Hayasi.

## Wissenschaftliche Auswertung
Eine Auswertung von Beobachtungen durch das Projekt NEOWISE im nahen Infrarot führte 2011 zu vorläufigen Werten für den Durchmesser und die Albedo im sichtbaren Bereich von 15,9 km bzw. 0,12.
(7291) Hyakutake wurde vom 1. bis 9. September 2018 am Oakley Southern Sky Observatory in Australien photometrisch beobachtet. Aus der gemessenen Lichtkurve konnte allerdings damals keine Rotationsperiode abgeleitet werden. Eine Auswertung der Daten des Transiting Exoplanet Survey Satellite (TESS) aus dem ersten Jahr seit dessen Inbetriebnahme in 2018 ergab für (7291) Hyakutake eine Rotationsperiode von 198,7 h. Es handelt sich damit um einen sehr langsamen Rotator.